# Bow (Washington)
Pour les articles homonymes, voir Bow.
Bow est une communauté non incorporée américaine située dans le comté de Skagit, dans l'État de Washington.